# Bendt Olrik
Bendt Olrik (také Bendt Olrich; 21. ledna 1749, Bergen – 3. srpna 1793, Hrad Osu, Ghana) byl dánský právník, inspektor jižního Grónska a guvernér Ghany.

## Životopis
Bendt Olrik se narodil Benjaminu Olrikovi (1717–1763), faráři z Askvollu, a Elisabeth Margrethe Brixové (†1801). Bendt Olrik navštěvoval katedrální školu v Bergenu a od roku 1768 Kodaňskou univerzitu, kde studoval práva, ale v roce 1779 je nedokončil. V témže roce byl však pověřen, aby společně s Norem Johanem Friedrichem Schwabem zkoumal lov velryb v Grónsku. V roce 1782 byli oba jmenováni inspektory, přičemž Olrik měl na starosti kolonii jižního Grónska. Proto se s rodinou přestěhoval do Holsteinsborgu, dnešního Sisimiutu, a později do Godthåbu, kde zastával funkci až do roku 1789. Jeho vedení bylo přesným opakem toho, které nabízel Schwabe na severu. Zatímco Schwabe byl všeobecně oblíbený a silně se angažoval ve prospěch Gróňanů, Olrik byl špatně naladěný, pohrdal Inuity a měl silný pocit nedůvěry vůči všem, a to až do té míry, že některé lidi, zejména rodinu Hanse Egedeho, nechal hlídat špehy. Po tříleté přestávce byl od 30. června 1793 jmenován guvernérem tehdejší dánské kolonie Guinea, která se dnes skládá z Ghany, ale po pouhých pěti týdnech ve funkci v Africe sám zemřel. Jeho rodina zůstala v Dánsku.

## Rodina
V roce 1782 se v Kodani oženil s Marií Hedevig Solleovou (1764–1799), dcerou Johana Christophera Solleho (1722–1779) a Dine Beate Møllerové (1734–1808). Manželé neměli žádné potomky.
Rod Olriků byl původně severoněmecký patricijský rod, jehož předkem byl Hans Oelrichs, kupec žijící v 15. století v Gdaňsku. Měl dva syny. Starší z nich byl předkem takových osobností jako Blanche Oelrichsová, Carl Jasper Oelrichs, Hermann Oelrichs, Johann Carl Conrad Oelrichs, Johann Georg Heinrich Oelrichs a Karl Theodor Oelrichs. Ten mladší měl jen jednoho syna a dva vnuky. Zatímco mladší vnuci zemřeli bez potomků, starší z nich, Berent Oelrichs, se v polovině 17. století přestěhoval z Brém do Norska. Prostřednictvím dvou vnuků se rodina opět rozdělila. Bendt Olrik pocházel ze starší linie, která se odvíjela od jeho dědečka Bendta Olricha (1688–1743). Jeho druhý synovec Christian Søren Marcus Olrik (1815–1870) byl v letech 1846 až 1866 rovněž grónským inspektorem. Z rodiny však vzešla řada dalších osobností.